# Brahmajala Sutta
O Brahmajala Sutta é o primeiro de trinta e quatro suttas no Digha Nikaya (a "Coleção dos Discursos Longos" de Buda). Não deve ser confundido com o Brahmajala Sutra, um trabalho completamente diferente que pertence ao budismo maaiana. O nome significa A perfeita sabedoria que abraça todos as visões (brahma, lit. sabedoria perfeita e jala, lit. rede que envolve todas as visões). O sutta também é chamado de Atthajala (A Rede da Essência), Dhammajala, (A Rede do Dhamma), Ditthijala (A Rede das Visões) e Anuttarasangama Vijaya (A Incomparável Vitória em Batalha).